# ギリギラウ・コンクアン
- ギリュギリャウ・クンクアン
- ギレギラウ・ゴーングアン
- ジリジラオ・ゴングァン
- ギリギラオ・ゴングァン
- ギリギラウ・ゴングァン

ギリギラウ・コンクアン（パイワン語: Giljegiljaw Kungkuan、繁体字：吉力吉撈・鞏冠、1994年3月13日 - ）は、台湾・台中市出身のプロ野球選手（捕手）。右投右打。中華職業棒球大聯盟の味全ドラゴンズ所属。
漢名および旧登録名は朱 立人（チュウ・リーレン、Chu Li-Jen）。台湾原住民のパイワン族の出身であり、2019年オフシーズンよりパイワン語での民族名をそのまま（漢字の当て字及びローマ字）登録名としている(詳細は以下)。略称はギラウ（Giljaw）。

## 経歴

### プロ入りとインディアンス傘下時代
台中市立西苑高級中学から国立台湾体育運動大学に進学。大学在学中の2012年にクリーブランド・インディアンスとマイナー契約を結びプロ入り。傘下ルーキー級アリゾナリーグ・インディアンスでキャリアを開始した。
2017年は傘下A級レイクカウンティで125試合に出場し、打率.269、17本塁打、67打点の成績を残した。ミッドウェストリーグのオールスターゲームにも選出された。
2018年は主に傘下A+級リンチバーグでプレーしたが、シーズン終盤には短期間のみながら傘下AAA級コロンバスまで昇格。AAAへの昇格は台湾出身の捕手では史上2人目であった。
2020年はCOVID-19の影響でリーグの全試合が中止されたため試合出場機会は無かった。オフにFAとなり、台湾に帰国。

### 味全時代
2021年は当初中華職業棒球大聯盟（CPBL）に加盟する味全ドラゴンズ二軍の練習に加わった。シーズン途中の7月12日に行われたCPBLドラフトで味全から1位指名を受け、8月20日に契約を交わし入団。契約から5日後の8月25日に早くもCPBL初出場を果たした。最終的に54試合に出場して打率.256、11本塁打、32打点の成績を残した。
2022年は88試合に出場して打率.290、14本塁打、56打点の成績を残した。CPBLでは前年から使用球の反発係数を変更したことで本塁打が激減したため、同年は14本塁打ながら林立（楽天）と同数のリーグ最多本塁打を記録し、最終的に規定上より打数の少なかったギリギラウが本塁打王のタイトルを獲得した。
2023年はシーズン開幕前の3月に開催された第5回ワールド・ベースボール・クラシック(WBC)のチャイニーズタイペイ代表に選出された。シーズンでは106試合に出場して打率.284、23本塁打、67打点の成績で、2年連続となる本塁打王のタイトルを獲得した。
2025年はチームのキャプテンに任命される。2月4日の春季訓練開幕式では、前キャプテンの吳東融からキャプテンマークを受け渡された。

## 人物
メディアでの氏名表記および発音
先述の通り台湾原住民であるパイワン族の出身で、ギリギラウが本人の名前である。その意味は「勇敢な戦士」である、コンクアンが彼の所属している家の名前（家名）である。
2019年のオフに登録名を変更している。マイナーリーグで台湾の選手が原住民の母語表記となるのは初だった。CPBL入団後もこの登録名で台湾のプロ野球史上初の母語登録 (アルファベット表記)となった。
2023年のWBCの際には台湾メディアの記者から呼び方を聞かれるなど、原住民の言語や文化などへの認識の低さなどの課題が見え、本人も家族もパイワン語で呼ばれることを望んでいると取材で応じた。
2024年に開催された第3回WBSCプレミア12の際、試合中継を行った日本のTBSやその他の一部メディアでは、繁体字の当て字 (元の発音とは異なる)である吉力吉撈・鞏冠を、日本語漢字の音読みであるキチリキキチロウ・キョウカンで字幕表示し、アナウンサーも同様に発音し放送。台湾原住民族青年公共参与協会や原住民族青年陣線など複数の団体が抗議し、元の発音に近い「ギリギラウ・コンクアン」と表記・発音するようにSNSを通じて要望し、後の取材で本人からも同様の要望をした。これを受け、表記及び発音は既に修正されている。

## 詳細情報

### 年度別打撃成績
| 年 度     | 球 団     | 試 合 | 打 席 | 打 数 | 得 点 | 安 打 | 二 塁 打 | 三 塁 打 | 本 塁 打 | 塁 打 | 打 点 | 盗 塁 | 盗 塁 死 | 犠 打 | 犠 飛 | 四 球 | 敬 遠 | 死 球 | 三 振 | 併 殺 打 | 打 率 | 出 塁 率 | 長 打 率 | O P S |
| --------- | --------- | ----- | ----- | ----- | ----- | ----- | -------- | -------- | -------- | ----- | ----- | ----- | -------- | ----- | ----- | ----- | ----- | ----- | ----- | -------- | ----- | -------- | -------- | ----- |
| 2021      | 味全      | 54    | 226   | 203   | 24    | 52    | 8        | 0        | 11       | 93    | 32    | 1     | 0        | 0     | 5     | 17    | 1     | 1     | 46    | 9        | .256  | .310     | .458     | .768  |
| 2022      | 味全      | 88    | 354   | 318   | 41    | 91    | 18       | 1        | 14       | 153   | 56    | 0     | 0        | 0     | 3     | 30    | 1     | 3     | 70    | 10       | .286  | .350     | .481     | .831  |
| 2023      | 味全      | 106   | 436   | 388   | 58    | 110   | 21       | 2        | 23       | 204   | 67    | 1     | 1        | 0     | 3     | 37    | 3     | 8     | 89    | 11       | .284  | .356     | .526     | .882  |
| 2024      | 味全      | 120   | 508   | 455   | 60    | 127   | 21       | 0        | 23       | 217   | 78    | 0     | 0        | 0     | 5     | 41    | 4     | 7     | 93    | 10       | .279  | .344     | .477     | .821  |
| 通算：4年 | 通算：4年 | 368   | 1524  | 1364  | 183   | 380   | 68       | 3        | 71       | 667   | 233   | 2     | 1        | 0     | 16    | 125   | 9     | 19    | 298   | 40       | .279  | .344     | .489     | .833  |

- 各年度の太字はリーグ最高

### タイトル
- 本塁打王：2回（2022年、2023年）

### 背番号
- 4（2021年 - ）

### 代表歴
- 第6回 U-15アジア野球選手権大会 チャイニーズタイペイ代表（2010年）
- 2014年アジア競技大会 野球チャイニーズタイペイ代表
- 2023 ワールド・ベースボール・クラシック チャイニーズタイペイ代表
- 2024 WBSCプレミア12 チャイニーズタイペイ代表